# Simon Hoogewerf
Simon Hoogewerf (* 11. Mai 1963 in Beaverlodge) ist ein ehemaliger kanadischer Leichtathlet, der sich auf den Mittelstreckenlauf spezialisiert hat. Seinen größten Erfolg feierte er mit dem Gewinn der Bronzemedaille über 800 Meter bei den Hallenweltmeisterschaften 1991 in Sevilla.

## Sportliche Laufbahn
Erste Erfahrungen bei internationalen Meisterschaften sammelte Simon Hoogewerf vermutlich im Jahr 1983, als er bei der Sommer-Universiade in Edmonton mit 1:49,93 min in der Vorrunde im 800-Meter-Lauf ausschied. Anschließend schied er auch bei den erstmals ausgetragenen Weltmeisterschaften in Helsinki mit 1:49,92 min im Vorlauf aus. Im Jahr darauf nahm er erstmals an den Olympischen Sommerspielen in Los Angeles teil und schied dort mit 1:47,74 min in der ersten Runde aus. 1985 schied er bei den Studentenweltspielen in Kōbe mit 1:47,81 min im Halbfinale aus und im Jahr darauf belegte er bei den Commonwealth Games in Edinburgh in 1:49,04 min den sechsten Platz über 800 Meter und kam im 1500-Meter-Lauf mit 3:46,80 min nicht über den Vorlauf hinaus. 1987 schied er bei den Panamerikanischen Spielen in Indianapolis mit 1:54,08 min im Halbfinale über 800 Meter aus und kurz darauf schied er bei den Weltmeisterschaften in Rom mit 1:51,13 min in der ersten Runde aus. Im Jahr darauf nahm er erneut an den Olympischen Sommerspielen in Seoul teil und schied dort mit 1:47,30 min im Semifinale aus. 1989 schied er bei den Hallenweltmeisterschaften in Budapest mit 1:49,98 min im Vorlauf über 800 Meter aus und im Juli belegte er bei den Spielen der Frankophonie in Casablanca in 3:49,21 min den achten Platz über 1500 Meter. 1991 gewann er bei den Hallenweltmeisterschaften in Sevilla in 1:47,88 min die Bronzemedaille über 800 Meter hinter dem Kenianer Paul Ereng und Tomás de Teresa aus Spanien und beendete daraufhin seine aktive sportliche Karriere im Alter von 28 Jahren.

## Persönliche Bestzeiten
- 800 Meter: 1:45,95 min, 18. Juni 1985 in Burnaby
  - 800 Meter (Halle): 1:47,88 min, 10. März 1991 in Sevilla
  - 1000 Meter (Halle): 2:19,04 min, 10. Februar 1989 in East Rutherford
- 1500 Meter: 3:40,70 min, 9. August 1988 in Montreal